# HD 74423
HD 74423は、太陽系から見てとびうお座の方向約1,550 光年の距離にある恒星で9等星。2020年に「伴星による潮汐相互作用によって主星の形状が涙滴のように変形し、変形した片側の部分だけが大きく脈動している」とする説が発表されたことで注目された。

## 特徴
これまでほとんど研究されていなかったA型主系列星で、2017年のGrayらの研究ではスペクトル分類はA7VkA0mA0とされた。これは「これは「高速自転による幅の広い吸収線が見られる、A0のCa IIのK線、H線とその他の金属線を持つA7型の主系列星」であることを示している。そのスペクトルの特徴から、化学特異星の一種「うしかい座ラムダ型星 (Lambda Boötis star)」に分類されている。うしかい座ラムダ型星は「炭素、窒素、酸素、硫黄の存在量は太陽とあまり変わらないが、難揮発性元素の存在量が最大2桁少ない種族IのA型星のグループ」とされる。
高分解能分光観測データで吸収線のほとんどが二重になっていたことから、HD 74423は単独星ではなく近接連星系であり、主星も伴星もほぼ同じ大きさのうしかい座ラムダ型星であるとされている。公転周期は約1.6日、公転軌道の軌道長半径は主星の半径の約2.8倍とされる。

### 変光
2015年、チリのラスカンパナス天文台に設置されたASAS-3 (All Sky Automated Survey) を用いた観測で、0.79037日（約18.969時間）の周期で8.58等から8.66等まで0.08等の振幅で変光していることがされ、回転変光星の一種「りょうけん座アルファ2型変光星」である可能性が示唆された。
2020年、G. Handlerらの研究グループは「HD 74423は単独星ではなく近接連星系で、変光している主星は回転変光星ではなく脈動変光星の一種「たて座デルタ型変光星」であり、伴星との潮汐相互作用で主星の形状が涙滴型に引き伸ばされ、ほとんど片側だけで脈動している」とする研究結果を発表した。脈動しているのが伴星を向いた面か伴星の反対の面かは定かではないとされた。研究グループは「近接連星系で片方の星が脈動変光星の場合、潮汐の影響で脈動軸の向きが変えられる可能性はこれまでも指摘されてきたが、実際に発見されたのは初めてである」としている。